# Samsung Galaxy Gio
Il Samsung Galaxy Gio è uno smartphone prodotto da Samsung, facente parte della serie Samsung Galaxy e basato sul sistema operativo open source Android.
È stato annunciato al Mobile World Congress del 2011 come uno dei quattro smartphone low-end di Samsung, insieme con Galaxy Ace, Galaxy Fit e Galaxy mini.
All'inizio di agosto del 2011, Samsung ha ufficialmente distribuito l'aggiornamento di Android alla versione Gingerbread attraverso Kies. A settembre del 2011, Samsung ha distribuito in Olanda un aggiornamento con codice "PDA:KPS PHONE:KPA CSC:KP1 (XEN)".
In Italia è distribuito con la versione 2.3.3, aggiornabile tramite Kies alla versione 2.3.6 con brand TIM, in quanto distributore ufficiale italiano.

## Caratteristiche
Il dispositivo è equipaggiato con uno schermo da 3.2 pollici HVGA TFT da 16M di colori, una videocamera da 3,2 megapixel dotata di Autofocus e registrante ad una risoluzione di 320*240 e leggerli fino a una risoluzione massima di 480p. Il processore opera ad una frequenza di 800 MHz. Ora viene venduto con Android 2.3 gingerbread ed utilizza una versione personalizzata dell'interfaccia TouchWiz 3.0, interfaccia proprietaria di Samsung.
Questo cellulare è dotato di uno slot microSDHC in grado di leggere schede di memoria con capacità fino a 32 GB.
L'ultimo aggiornamento Samsung porta la versione Android alla 2.3.6 , incerto il rilascio ufficiale alla 2.3.7 ma comunque è possibile equipaggiarlo con le versioni 2.3.7, 4.0.4, 4.1.2, 4.2.2, 4.3 e 4.4  attraverso delle "custom rom" reperibili su Xda.